# Bitwa pod Cecorą (1620)
Bitwa pod Cecorą – bitwa stoczona we wrześniu 1620 roku między armią osmańsko-tatarską a polskimi wojskami koronnymi pod Cecorą w granicach Hospodarstwa Mołdawskiego. Po nierozstrzygniętej obronie polskiego obozu wojska Rzeczypospolitej zostały rozbite w odwrocie. Bitwa ta stanowiła początek wojny polsko-tureckiej 1620–1621, której zakończeniem była obrona Chocimia, a następnie podpisanie traktatu potwierdzającego ustalenia traktatu w Buszy z 1617 roku.

## Przyczyny wojny
- Potwierdzenie turecko-perskiego układu pokojowego z 1618 roku.
- Agresywne nastawienie Rzeczypospolitej wobec Osmanów i częste najazdy polskich magnatów.
- Spór polsko-turecki o strefę wpływów nad Hospodarstwem Mołdawskim.
- Spiskowanie Kacpra Grazzianiego z polskim królem w celu obalenia zwierzchnictwa sułtana.
- Interwencja lisowczyków w Siedmiogrodzie (lennik turecki), którego wojska aktualnie oblegały Wiedeń i zostawiły kraj bez obrony.
- Stałe napady rozbójnicze Kozaków zaporoskich na osmańskie wybrzeże Morza Czarnego.
- Ciągłe najazdy tatarskie na ziemie polsko-ruskie.
- Wojowniczość szesnastoletniego Osmana II, szukającego pretekstu do wojny, która uspokoiłaby niepokoje powodowane przez bezrobotne wojsko.
- Namowy cara rosyjskiego, przekonującego Turków o słabości Rzeczypospolitej Obojga Narodów.

## Przygotowania do wojny w Rzeczypospolitej
Na wiadomość o rozpoczęciu przez Osmanów przygotowań do wojny, król Zygmunt III Waza zwołał pospolite ruszenie na 14 marca 1620. Jednocześnie w celu zapobieżenia wojnie do Konstantynopola został wysłany poseł Hieronim Otwinowski, wysłano także posłów do chana tatarskiego; polscy posłowie nie zostali jednak dopuszczeni przed oblicza władców.
W związku z tym król obwołał pierwsze i drugie wici. Ostrzeżenie zostało powtórzone na początku czerwca przez hetmana Stanisława Żółkiewskiego i króla. Tymczasem Turcy i Tatarzy krymscy przygotowywali się spokojnie do wojny i w sierpniu Tatarzy ruszyli z Krymu w kierunku Polski. Strona polska również czyniła przygotowania do odparcia ataku. W uniwersale z 2 sierpnia, napisanym w Żółkwi, hetman wielki wyznaczył Kamieniec Podolski na punkt zborny ochotników chcących pomóc wojskom zaciężnym (gdzie oczekiwał na nich hetman polny koronny Stanisław Koniecpolski) i wyruszył do Baru po posiłki kozackie. Zebrał tam około 800 Kozaków zaporoskich, nad którymi komendę objął Stefan Chmielecki. Następnie nad Derlem pod Śledziówką 28 sierpnia wojska obu hetmanów koronnych połączyły się. Mimo obecności wojsk polskich, kilkutysięczny oddział tatarski wtargnął pod Czerniowcami na Podole. Hetman polny wyruszył natychmiast przeciw nim i ordyńcy wycofali się za Dniestr i 30 sierpnia, po jego powrocie postanowiono na kole oficerskim ruszyć do Wołoch (tak Polacy nazywali Mołdawię) na pomoc hospodarowi Grazzianiemu. 1 września wojska polskie dotarły na uroczysko Gruszka, skąd skierowały się do miasteczka Podbiłe nad Dniestrem. Tam hetman ogłosił edykt, aby żadna kobieta nie przeprawiała się na wołoską stronę Dniestru (chodziło o towarzyszki żołnierzy), a te z nich, które usiłowały później przedostać się przez rzekę z wojskiem, polski dowódca rozkazał potopić.
Żółkiewski miał około 8000 wojska: 2000 piechoty, 400 husarzy, 1200 lisowczyków, 200 rajtarów i 1600 Kozaków zaporoskich.

## Przekroczenie granicy Mołdawii
Wojska przeprawiły się w ciągu 2 i 3 września przez rzekę. Ponieważ książę Korecki, chcąc oszczędzić na wyposażeniu swojego wojska, zaczął samowolnie oddalać się od reszty oddziałów w celach aprowizacyjnych, hetman zakazał tego procederu pod karą śmierci. Dopiero 8 września, gdy bojarzy mołdawscy wyrazili zgodę na aprowizację polskich wojsk, pozwolono jeździć po żywność.
Grazziani pod pretekstem obrony Mołdawii przed polskim najazdem wyjechał z Jass. Sułtan rozkazał mu przyjechać do Stambułu, ale on uwięził posłów sułtana, a towarzyszące im osoby pozabijał. Jednocześnie w Jassach tłum uliczny pozabijał kupców tureckich i uwolnił kilkudziesięciu jeńców polskich, uwięzionych tam dla uzyskania okupu. Przerażony władca mołdawski udał się w kierunku Chocimia, by następnie dostać się do Niemiec.
Hetman wezwał go do obozu pod Łozową, gdzie hospodar stawił się 8 września wraz z 600 ludźmi, choć wcześniej hospodar obiecywał 2000 zbrojnych. Następnego dnia miano zdecydować, czy ruszyć przeciwko Iskanderowi Paszy, czy zająć Jassy i ugruntować w ten sposób panowanie Grazzianiego.

## Obozowisko pod Cecorą
Punktem węzłowym działań wojsk polskich miała być Cecora, gdzie w 1595 roku Jan Zamojski obronił się przeciw Gazi Girejowi. 9 września przeprawiono się przez rzekę Kojnarę i wieczorem wojsko dotarło do rzeki Reut. Następnie w ciągu 4 dni wojska dotarły do Cecory. Stary okop Zamojskiego łączył jeden z załomów rzeki i miał około 2 kilometrów (3000 kroków) długości. Rzeka i okop ograniczały przestrzeń około 300 mórg gruntu (czyli około 1,7 km²), obszar wystarczający nie tylko na rozłożenie obozu, ale również umożliwiający wypasanie koni i skorzystanie z opału i materiału na szałasy z porastających lasem brzegów rzeki. Okop wymagał do obrony około 6000 żołnierzy. Za wałami znajdował się płaskowyż wznoszący się ku niedalekim wzgórzom Kodra. Hetman wydał polecenie naprawy wałów, ale naprawa szła dość opornie.
Hetman zamierzał poczekać na Turków, a gdyby nie nadeszli do końca września, miał wyruszyć do Tehini. Grazziani twierdził, że Iskender Pasza nie ma więcej niż 10 000 wojska i jest nieprzygotowany do starcia, a Tatarzy są jeszcze za Dnieprem. Już jednak 17 września okazało się, że ostatnia informacja była nieprawdziwa, bowiem na zbierającą prowiant czeladź napadli ordyńcy i wzięli do niewoli około tysiąca z nich. W ten sposób przeciwnik znał siłę wojsk polskich, a hetman nie wiedział nic o siłach tureckich.

## Pierwsze starcia
Rankiem 18 września okazało się, że wojsk Iskender Paszy jest dużo więcej niż sądzono – około 40 000, w tym 9000 Turków, 10 000 posiłków wołoskich oraz około 20 000 Tatarów.
Turcy natychmiast uderzyli na lisowczyków, którzy obozowali za niedokończonym jeszcze wałem. Stanisław Żółkiewski jednak wysłał im na pomoc kilka chorągwi, które wyparły wroga. W trakcie starcia otoczona została turecka straż przednia, którą od pogromu uratował Mehmed Terjaki na czele 500 jazdy. Iskender Pasza w obawie klęski nakazał wycofanie swoich wojsk z bitwy. Wojsko polskie zachęcone powodzeniem samo prosiło hetmanów o wydanie bitwy następnego dnia.

## Przebieg bitwy

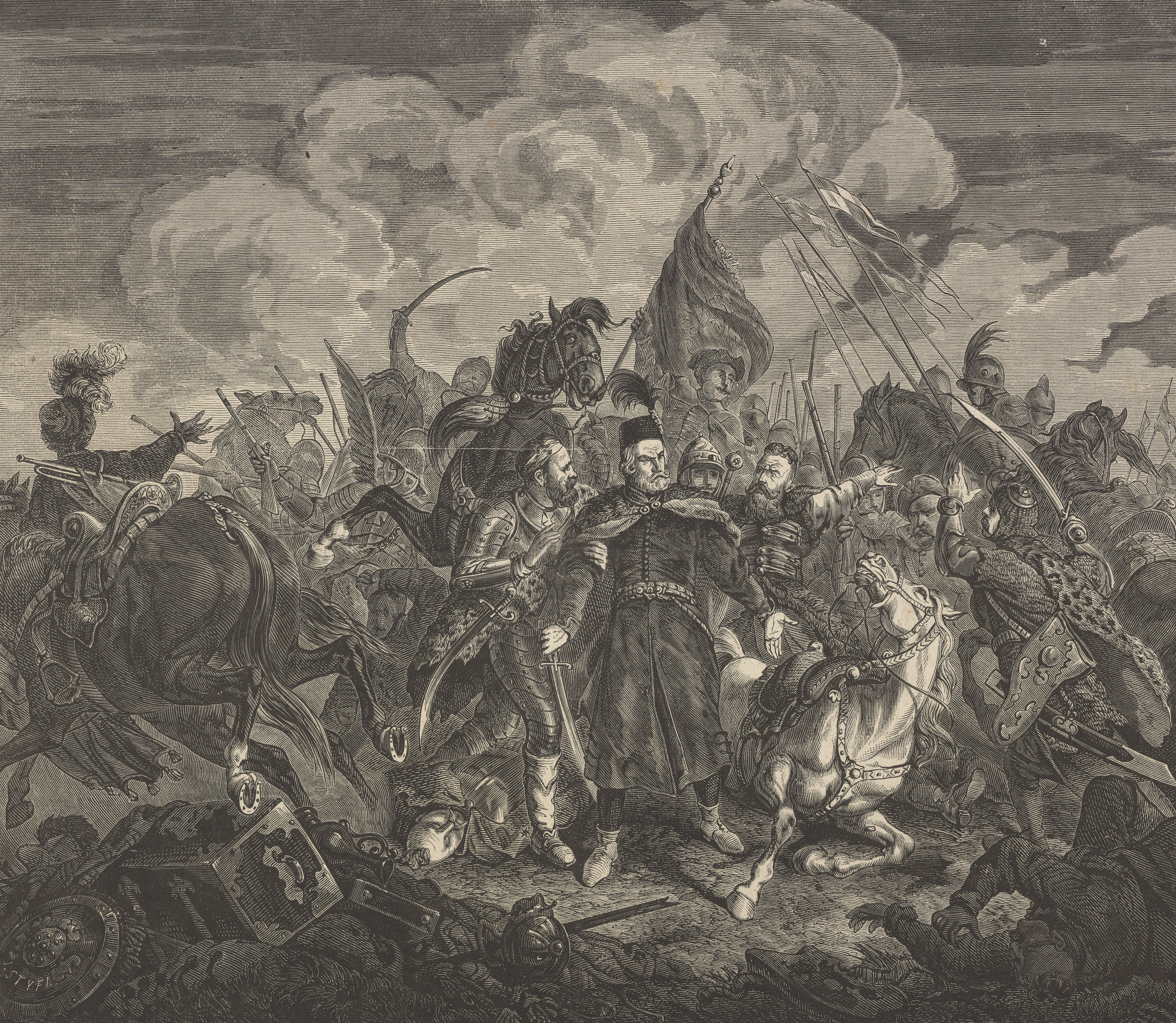
Bitwa pod Cecorą 1620, mal. Juliusz Kossak

Hetman zamierzał wydać bitwę 19 września. W tym celu zabezpieczył obóz za wałem (można się było spodziewać ataku Tatarów przez Prut), a wojska zamierzał ustawić w środku między czterema rzędami wozów taborowych (po około 60 wozów w rzędzie). Między skrajnymi rzędami wozów umieścił piechotę, a na wozach i przed piechotą artylerię. Tak więc wojsko (prawe skrzydło pod dowództwem hetmana polnego, środek – hetmana Żółkiewskiego, lewe – księcia Koreckiego) powinno faktycznie mieć zabezpieczone skrzydła dwoma taborami. Lewy taborek był obsadzony przez ludzi pewnych – piechotę autoramentu cudzoziemskiego, wyposażoną w dalekonośne muszkiety, a prawym, obsadzonym przez piechotę wybraniecką i węgierską dowodzili Drogoń, Lewikowski i Ochyj i dowódca artylerii – Szemberg (jego relacja jako naocznego świadka była rzetelna).
Dla realizacji planu bitwy oba te taborki powinny były posuwać się równo z czołem wojska. Pomysł był bardzo dobry, ponieważ uniemożliwiał oskrzydlenie wojsk, a atakujący przeciwnik dostawałby się pod ostrzał piechoty obu taborków. Niestety lewy tabor w pewnym momencie stanął i chorągwie ustawiające się do bitwy naciskały na tabor prawy, który przesuwał się do przodu i zamiast czołem ku górom stanął bokiem do nich odsłaniając prawe skrzydło wojska. Dowódca turecki, widząc to, natychmiast wydał rozkaz ataku na odsłonięte skrzydło. Wtedy hetman Koniecpolski wydał taborowi rozkaz cofnięcia się, ale były problemy z jego wykonaniem i tabor się pomieszał. Bitwa trwała około 6 godzin i zakończyła się wycofaniem wojsk polskich do obozu.

## Wynik bitwy
Część piechoty prawego taboru wróciła z resztą wojska do obozu, a część, nie mogąc się przebić przez bezładnie ustawione wozy, zginęła lub została wzięta do niewoli przez atakujących go Tatarów. Zgodnie z relacją Szemberga uratowano kilka wozów z trzema hakownicami i dwoma działami. W walce poległo około 800 żołnierzy polskich i 3500 tureckich. Obie chorągwie hetmańskie dostały się w ręce tureckie. Bitwa była więc nierozegrana, jak pisał do króla hetman 24 września, choć dowódcy polscy nie zrealizowali swoich zamierzeń i stracili nieco wozów, ludzi i sprzętu.
Inny uczestnik walk, Stefan Chmielecki, który później uciekł z Grazzianim, napisał co prawda 26 września w liście do Tomasza Zamojskiego, że bitwa była przegrana i zarzucał husarzom z prawego skrzydła, że uciekli z pola bitwy nie skruszywszy nawet kopii, ale następnie sam potwierdza, że wrogów zginęło więcej niż Polaków. Z listu jednak wynika, że Chmielecki walczył na tyłach lewego skrzydła i nie wiedział, co się działo na skrzydle prawym. Zresztą bitwa trwała 6 godzin i trudno przypuścić, aby prawe skrzydło, które wzięło na siebie główny impet wroga, nie walczyło (co słusznie podkreśla Szemberg w swojej relacji). Ponadto jasne jest, że broniąc się przed atakiem trudno było husarii używać broni zaczepnej, jaką jest kopia.

## Narady po bitwie
Nazajutrz po bitwie hetman zwołał koło i zaproponował ponowne wydanie bitwy przeciwnikowi. Sprzeciwili się temu zamysłowi: książę Samuel Korecki, starosta halicki Mikołaj Struś oraz starosta kamieniecki Aleksander Kalinowski. Chodziły słuchy, że tego ostatniego (nawiasem mówiąc starego towarzysza broni hetmana z czasów bitwy pod Kłuszynem) przekupił Grazziani, który chciał od dawna uciec z obozu i szukał oparcia wśród wyższych oficerów. Na kole postanowiono przebijać się taborem do granic Polski, do Mohylowa. Jednak jeszcze tego samego dnia, po zapadnięciu zmroku z obozu uciekł Grazziani z trzema tysiącami wojska, księciem Koreckim, starostą kamienieckim, wojewodą podolskim Sienińskim, Tyszkiewiczem i Ujazdowskim, przeprawiając się przez Prut. Większość z nich potonęła, zginęła z rąk wołoskich (w tym sam Grazziani i część polskich oficerów) lub dostała się do niewoli tatarskiej. Książę Korecki wrócił do obozu, gdzie zarzucił hetmanowi chęć ucieczki, na co usłyszał słynną odpowiedź „Jam tutaj i woda Prutu ze mnie nie ciecze”.

## Bunt żołnierzy
Tymczasem wojsko zaczęło podejrzewać dowódców, że chcą pozostawić ich na pastwę wroga. Wybuchł bunt. W ogólnym tumulcie ograbiono hetmana Koniecpolskiego. Żółkiewski nie ukarał winnych, ale było to zapewne pochodną ogólnej sytuacji w wojsku. Żołnierze byli strwożeni i niepewni dowództwa. Należało przede wszystkim zapobiec panice i unicestwieniu armii. Dlatego kazał zapalić pochodnie i ukazał się wojsku, że jest i nie zamierza go opuścić. Ponieważ Koreckiego jedynie napomniał, więc tym bardziej nie mógł ukarać oficerów, ani prostych żołnierzy. Całą noc hetman poświęcił na uspokajanie wojska i osiągnął skutek zamierzony. Następnie wysłał list do Kozaków z prośbą o pomoc, zajął się organizacją obrony i próbował rokowań z Iskenderem. Rokowania te zerwał co prawda Kantymir Murza, ale hetmanowi dało to czas do przygotowania taboru do wyruszenia w kierunku granic Polski, który ruszył 29 września.

## Odwrót
Po dniu pełnym ciągłych walk wojsko dotarło do rzeki Deliji, gdzie na przeprawie stracono wiele wozów, koni i ludzi. 30 września o wschodzie słońca tabor doszedł do Prutu i do zmierzchu odpoczywał. 1 października zatrzymano się nad stawem w dolinie rzeki Derle. Turcy zaatakowali, ale nie przełamali polskiej obrony i czekając na resztę wojsk, podjęli rokowania. Hetmani też z tego skorzystali i dali odpocząć wojsku. 2 października Turcy o świcie zaatakowali wraz z posiłkami, które do nich nocą dotarły, ale musieli odstąpić, a polski tabor ruszył dalej. 3 października stoczono w jarze, w pobliżu zapalonej wioski bitwę obronną, w której ważną rolę odegrali ciurowie, przepędzając janczarów zaczajonych na brzegu jaru.
4 października w południe Polacy doszli nad brzeg rzeki Reut. Nieprzyjaciel odciął Polaków od rzeki, aby nie mogli się napić i napoić koni, po czym podpalił okoliczne łąki. Zamierzał w ten sposób podciąć siły polskiego taboru, aby go rozbić. Wśród ciągłych walk sforsowano rzekę Kobełtę. Zmęczony nieprzyjaciel nie atakował.

## Klęska Polaków pod Mohyłowem
W końcu wojsko znalazło się 7 października półtorej mili (ok. 10 km) od Dniestru. Wtedy zaczęli burzyć się ci wszyscy, którzy 20 września wzniecili tumult i rabowali towarzyszy. Choć było to zabronione, zaczęli wsiadać na konie odprzęgnięte od taboru i uciekać w kierunku rzeki. Zapewne spowodowane to było tym, że w sytuacji względnego spokoju i zabezpieczenia tyłów obawiali się kary. Ktoś z czerni powiadomił o tym Kantymira, którego Tatarzy pozostawili, aby pilnował polskiego taboru. W obozie polskim postanowiono tymczasem, zamiast (zgodnie z radą Marcina Kazanowskiego) zmniejszyć tabor, zbatożyć konie, tzn. ustawić je w długie szeregi zza których można się było odstrzeliwać. Spowodowało to tumult, bo niektórzy z ciurów powsiadali na konie przeznaczone do zbatożenia i zaczęli uciekać, a ci którzy pozostali też zaczęli po pewnym czasie uciekać pod naporem Tatarów. Wojsko polskie pozbawione osłony uległo pogromowi.

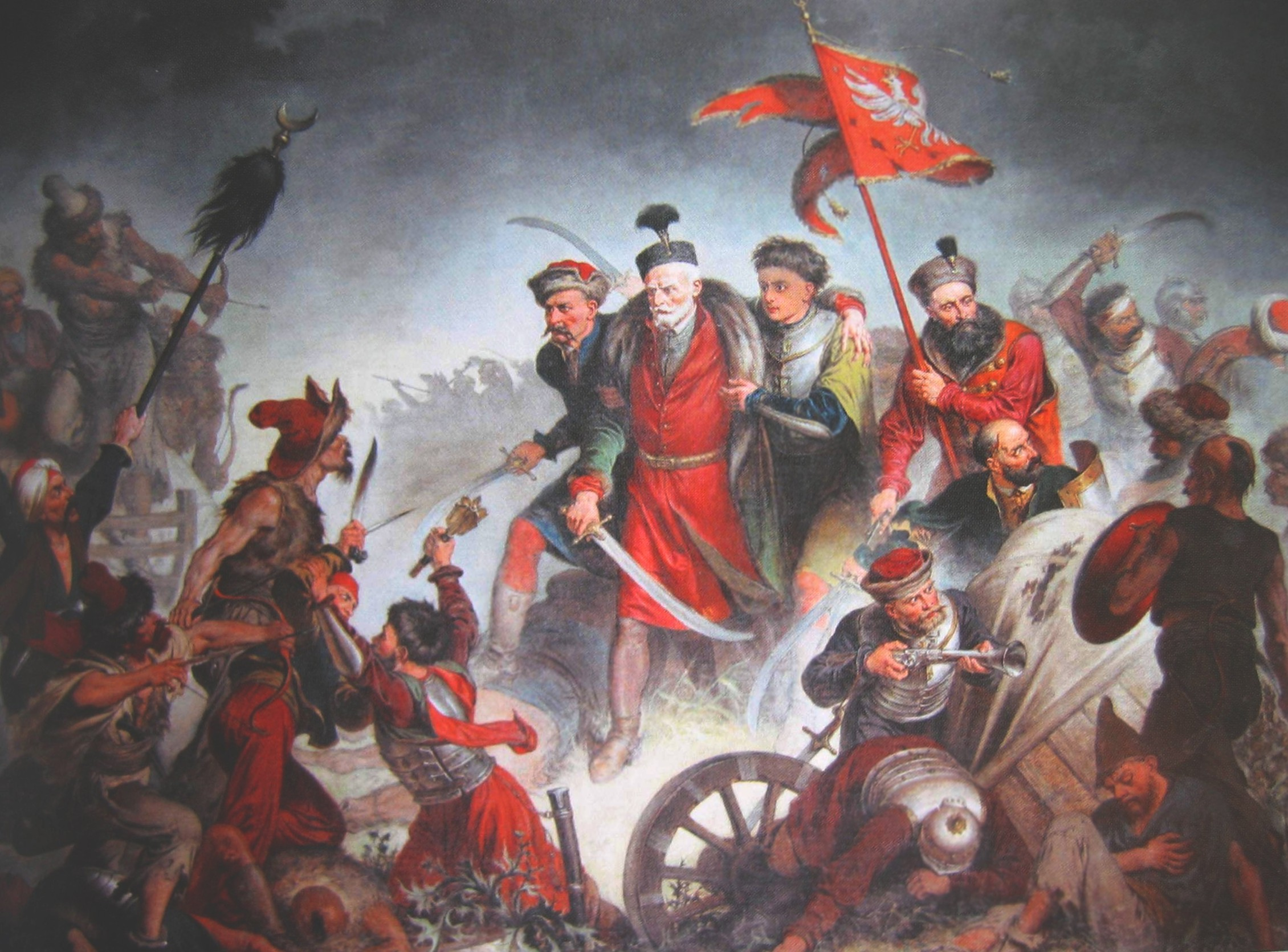
Śmierć Stanisława Żółkiewskiego, mal. Walery Eljasz-Radzikowski

Żółkiewski zginął walcząc do końca. Jego głowę Iskender pasza wysłał do Stambułu.

## Podsumowanie wyprawy
Do niewoli dostali się: hetman polny Stanisław Koniecpolski, syn hetmana Żółkiewskiego Jan, bratanek Łukasz Żółkiewski i siostrzeniec Aleksander Bałaban oraz Mikołaj Potocki. Ponadto rotmistrze: książę Samuel Korecki, Mikołaj Struś, Marcin Kazanowski, Maliński, Strzyszewski i Lencikowski.
Uratowali się: pułkownik lisowczyków Rogawski, rotmistrze kozaccy Kaliński i Faleński, porucznicy Zbigniew i Złotopolski oraz Teofil Szemberg (autor pamiętnika wyprawy) z garstką żołnierzy.
Trzeba podkreślić, że Żółkiewski wykazał się w czasie całej kampanii wyjątkową, jak na człowieka 73-letniego, siłą fizyczną i duchową. Zapobiegł unicestwieniu armii 20 września i gdyby nie swawola żołnierska, udałoby mu się uratować wszystkich, których miał pod komendą. Gdyby dotarł do Mohylowa i okopał się, byłby uratowany, bowiem po polskiej stronie Dniestru szykowano się do udzielenia pomocy.
Z wyprawy cecorskiej wróciło około 1500 ludzi niezbyt zdolnych do walki. Z dziesięciu rotmistrzów, którzy wyszli z Żółkiewskim, wróciło dwóch. Wojska kwarciane udały się do Doliny i Drohobycza, a lisowczycy do Litynia i Latyczowa.
Z istniejących opisów kampanii wynika, że wojska tatarskie odegrały zasadniczą rolę w czasie odwrotu wojsk polskich spod Cecory. Im zależało najbardziej na jasyrze. Dlatego do końca pilnowali wojsk polskich, jak się później okazało słusznie.

## Walka z odwetowym najazdem tatarskim
Po klęsce cecorskiej południowe ziemie Rzeczypospolitej stały otworem dla inwazji tatarskich. Bezpośrednio po rozgromieniu wojsk polskich pod Mohyłowem duży czambuł tatarski przeprawił się przez Dniestr i ruszył w kierunku Lwowa, do którego dotarli 15 października. Zablokowali w ten sposób dowództwo polskie (w osobach księcia Jerzego Zbaraskiego i Jana Daniłowicza znajdujących się w tym mieście), które utraciło kontakt z wojskiem w polu. Następnie po założeniu kosza (obozu) w okolicach Halicza dotarli w rejony Jarosławia, Wiśniowca, Dubna, Ostroga i Zasławia.
Z powodu braku wojsk kwarcianych obrona granic musiała oprzeć się na wojskach magnackich oraz pospolitym ruszeniu.
Pospolite ruszenie okazało niestety zupełną nieprzydatność do działań wojskowych. Już 6 października Stanisław Zamojski usiłował zebrać pospolite ruszenie z okolic Jarugi, ale to rozpierzchło się na sam odgłos walki dochodzący spod Mohyłowa. Z kolei szlachta województwa ruskiego pod wpływem wiadomości spod Cecory oraz na skutek zabiegów Jana Daniłowicza, zięcia Żółkiewskiego, uchwaliła mobilizację pospolitego ruszenia pod Lwowem, Przemyślem i Sanokiem, ale po przybyciu na miejsce zbiórki nie ruszyła (pod różnymi pretekstami) w pole.
15 października 1620 r. naczelne dowództwo nad wojskami, które miało bronić kraju objął kasztelan krakowski Zbaraski, który na miejsce koncentracji wybrał Gliniany (na 19 października). Miano stamtąd wyruszyć do Kamieńca Podolskiego. Do zebrania magnackich wojsk prywatnych jednak nie doszło, bo każdy z nich wolał zająć się obroną własnych terytoriów niż narażać się na najazd niebronionych ziem.
Ważnym czynnikiem ograniczającym penetrację Tatarów w głąb kraju było kilka tysięcy Kozaków zaporoskich rozlokowanych w rejonie Winnicy i Krasnego, których obecność uchroniła te tereny przed spustoszeniem. Ponadto oddział kozacki zaatakował Krym, niszcząc 15 osad tatarskich.
Bezpośrednio po klęsce na placu boju pozostało około 2000 żołnierzy trzech magnatów: wojewody kijowskiego Tomasza Zamoyskiego, wojewody ruskiego Daniłowicza i podczaszego koronnego Stanisława Lubomirskiego. Oddziały Lubomirskiego i Daniłowicza stacjonowały we Lwowie, Gródku, Starym Siole i Jaworowie i walczyły ze zmiennym szczęściem z oddziałami tatarskimi, ponosząc duże straty (oddział Lubomirskiego zmalał z 600 do 400, a Daniłłowicza z 600 do 200 żołnierzy).
Oddział Zamoyskiego tymczasem rozbił pod Żółkwią oddział tatarski i ordyńcy wycofali się 18 października spod Lwowa. Tego samego dnia ks. Zbaraski pokonał ich w bitwie pod Starym Siołem. Co prawda jeszcze 21 października Tatarzy pojawili się w okolicach Gródka Jagiellońskiego i Jaworowa, ale po bezowocnych próbach zdobycia tych miasteczek wycofali się do Mołdawii.

## Upamiętnienie
Walki rycerzy polskich pod Cecorą zostały, po 1990 r., upamiętnione na Grobie Nieznanego Żołnierza w Warszawie napisem na jednej z tablic, „CECORA 18 – 29 IX 1620”.